# 皮薩諾龍屬
皮薩諾龍屬（學名：Pisanosaurus）又名匹薩諾龍、皮薩龍、比辛奴龍或皮沙諾龍，是二足的原始鳥臀目恐龍，生存於晚三疊紀的南美洲。其學名來自牠的發現者皮薩諾。
皮薩諾龍是在1967年由阿根廷古動物學家Rodolfo Casamiquela敘述、命名。模式種是P. mertii，也是唯一的種。化石發現於阿根廷的伊斯基瓜拉斯托組（Ischigualasto Formation），年代屬於三疊紀晚期的诺利階，約2億2800萬到2億1650萬年前。
自從發現以來，皮薩諾龍的分類、演化位置長期處在爭議。最近幾年的意見傾向於，皮薩諾龍是一种非恐龙恐龙形类。

## 敘述

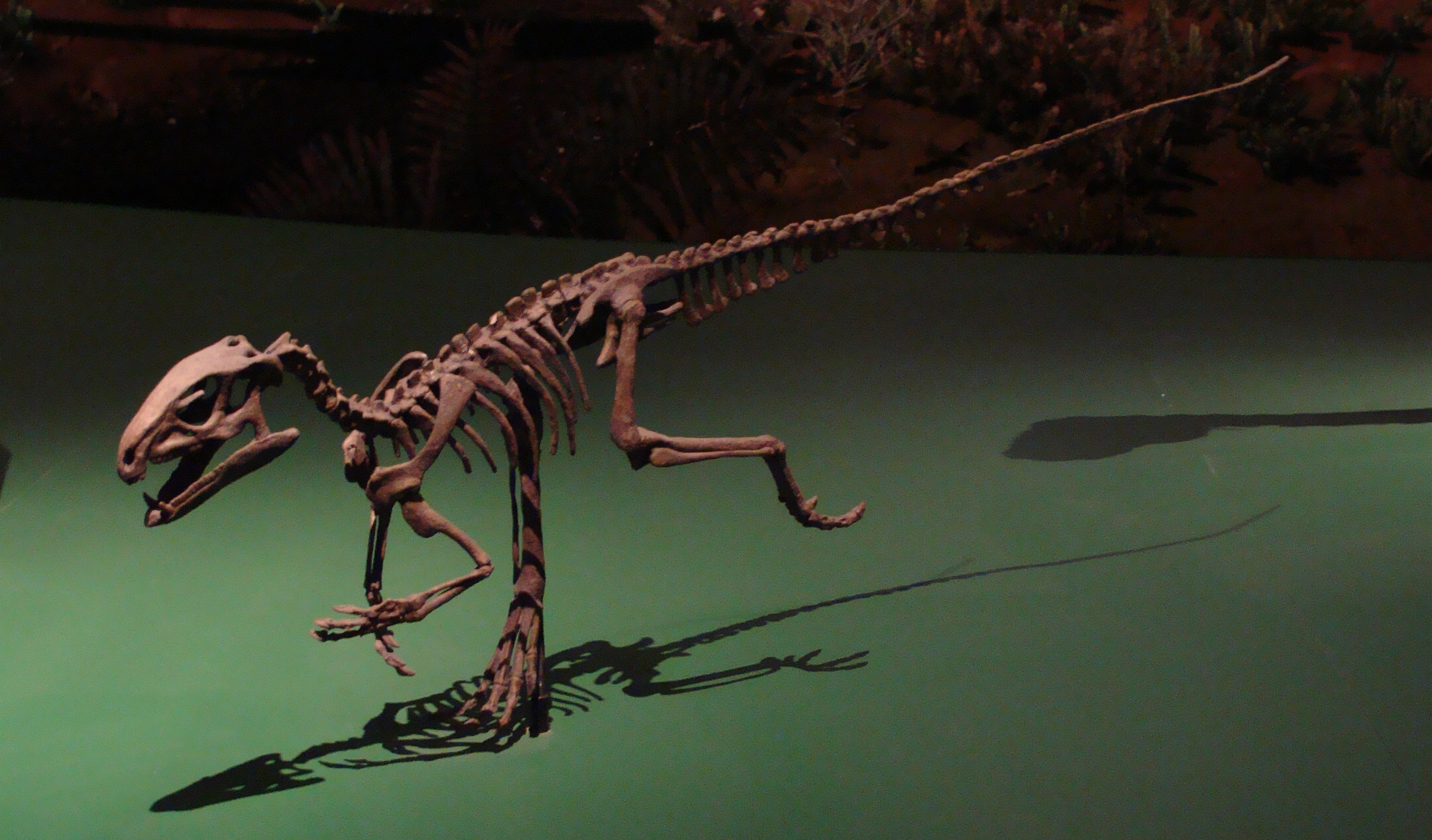
皮薩諾龍的骨架模型

皮薩諾龍是種小型草食性恐龍，身長約1公尺，身高30公分。牠的重量約2.27到9.1公斤。這些數據因皮薩諾龍的化石不完整而有所改變。某些研究人員參考其他早期鳥臀目恐龍，將皮薩諾龍重建為尾巴與身體等長；但由於沒有發現皮薩諾龍的尾巴，這僅止於推測。

## 發現與命名
在1967年，阿根廷古動物學家Rodolfo Casamiquela將這些化石敘述、命名。模式種是P. mertii，屬名意為「皮薩諾的蜥蜴」，以阿根廷古動物學家Juan A. Pisano為名。皮薩諾龍的化石目前只有發現一個零碎的骨骼，編號為PVL 2577，發現於阿根廷的伊斯基瓜拉斯托組（Ischigualasto Formation）。

## 分類
皮薩諾龍是種非常原始的鳥臀目動物；牠們的顱後骨骼似乎缺乏任何鳥臀目的共有衍徵。保羅·塞里諾（Paul Sereno）曾經在1991年指出皮薩諾龍的化石是種嵌合體。這幾年的研究多認為皮薩諾龍的化石來自於單一個體。
皮薩諾龍曾經被歸類於畸齒龍科，或是已知最原始的鳥臀目恐龍。在2008年，理察·巴特勒（Richard J. Butler）提出皮薩諾龍部署於畸齒龍科，而且是已知最早、最原始的鳥臀目恐龍。
在1967年，Rodolfo Casamiquela命名皮薩諾龍時，也建立了皮薩諾龍科（Pisanosauridae），模式屬是皮薩諾龍。在1976年，何塞·波拿巴（José Bonaparte）提出皮薩諾龍科是畸齒龍科的異名，之後皮薩諾龍科被廢除、不被正式使用。

## 古生態學
皮薩諾龍的化石發現於阿根廷的伊斯基瓜拉斯托組（Ischigualasto Formation）。過去認為這個地層的年代屬於三疊紀中期，目前認為這個地層的年代屬於三疊紀晚期的诺利階，約2億2800萬到2億1650萬年前。該地层發現了犬齒獸類、二齒獸類、植龙目、迅猛鱷科、鳥鱷科、堅蜥目，以及腔骨龙、理理恩龙等原始恐龍。